# Зозов (Липовецкий район)
Зо́зов (укр. Зозів) — село на Украине, находится в Липовецком районе Винницкой области. Возле села берёт начало река Соб.
Код КОАТУУ — 0522281401. Население по переписи 2001 года составляет 1883 человека. Почтовый индекс — 22526. Телефонный код — 4358.
Занимает площадь 8,15 км².
В селе работает школа и Зозовский профессиональный аграрный лицей (единственное заведение среднего профессионального образования в Липовецком районе).
В селе родился Герой Советского Союза Сергей Клименко.

## Достопримечательности
Братская могила воинов, погибших в боях за село Зозов. В частности, в ней похоронен Герой Советского Союза И. П. Яркин.

## Адрес местного совета
22525, Винницкая область, Липовецкий р-н, с. Зозов, ул. Ленина, 26